# European Young Chemists' Network
La Xarxa Europea de Joves Químics (EYCN) és la nova divisió de la Societat Química Europea (EuChemS), que reuneix els químics menors de 35 anys que pertanyen a una societat col·lectiva europea.
L'EYCN es va fundar l'any 2006. La idea de l'EYCN dins d'EuChemS va aparèixer durant diverses reunions de joves científics d'Europa. El 31 d'agost de 2006, durant el I Congrés Europeu de Química (ECC) a Budapest, es va escriure un document titulat "Objectius, tasques i reptes de l'EYCN". El març de 2007, Jens Breffke (Alemanya) i Csaba Janáky (Hongria) van convidar a totes les societats a enviar els seus joves representants a Berlín per establir les regles de l'EYCN, que més tard van ser confirmades pel Comitè Executiu d'EuChemS. Mentrestant, l'EYCN va arribar a tots els joves químics del marc de la Societat Química Europea per intercanviar coneixements, experiències i idees.
L'EYCN té un panell amb quatre equips individuals (equip de socis, equip de contactes, equip de ciència i equip de comunicació) que tenen responsabilitats específiques, i cada un és gestionat per un coordinador d'equip. En ser una de les divisions més actives d'EuChemS, l'objectiu principal de l'EYCN és recolzar i assessorar estudiants, investigadors i professionals de primer cicle a través de premis (millor pòster i millors premis de presentació oral, el European Young Chemist Award - EYCA), programes d'intercanvi (congrés beques, Young Chemists Crossing Borders - Programa YCCB) i activitats educatives (conferències, Jornades professionals, Jornades de capacitats).
És important dir que l'EYCN col·labora amb altres xarxes de química a Europa i més enllà. Ha desenvolupat una col·laboració particularment fructífera amb la Comissió Americana de Química (CHS-YCC) i ara col·labora activament amb la Xarxa Internacional de Químics Joves (IYCN-International Younger Chemists Network).
A més del suport financer d'EuChemS, l'EYCN ha estat recolzada durant molts anys per EVONIK Industries.